# Horna grushåla
Horna grushåla är ett kommunalt naturreservat som ligger strax öster om Åhus i Kristianstads kommun i Skåne län.
Området är naturskyddat sedan 2013 och är 14 hektar stort. Reservatet utgör tillsammans med reservatet Horna Sandar en  öppen sandhed.